# Oleksij Klymenko
Oleksij Klymenko (Kiev, 1912 – campo di concentramento di Syrec', 24 febbraio 1943) è stato un calciatore sovietico, giocatore dello Start FC, squadra creata a Kiev nel 1942 durante l'occupazione nazista dell'Ucraina, e famosa per aver preso parte alla cosiddetta partita della morte del 9 agosto 1942.
In precedenza aveva militato dal 1936 nelle file della Dinamo Kiev. Arrestato dai tedeschi e internato nel campo di concentramento di Syrec', venne fucilato il 24 febbraio 1943.